# Котёнок с улицы Лизюкова (памятник)
Памятник котёнку с улицы Лизюкова — памятник герою мультфильма «Котёнок с улицы Лизюкова» в Северном жилом районе Воронежа на улице Лизюкова. Установлен 5 декабря 2003 года перед входом бывшего кинотеатра «Мир».

## История
После появления мультфильма «Котёнок с улицы Лизюкова», снятого режиссёром Вячеславом Котёночкиным по сценарию писателя Виталия Злотникова, его главный герой стал популярен во многих городах, а особенно в Воронеже. Поэтому Валерий Мальцев, который был в то время главным редактором газеты «Молодой коммунар», предложил установить воронежскому котёнку памятник в городе. Идея была поддержана сотрудниками газеты «Комсомольская правда» и руководителем администрации Коминтерновского района И. Д. Образцовым, который объявил конкурс. Победила ученица 11-го класса Ирина Поварова, которая послала на конкурс около десяти разных рисунков, источником вдохновения для которых стал мультфильм режиссёра Вячеслава Котёночкина и сценариста Виталия Злотникова, коренного воронежца. В дальнейшем Ирина Поварова сделала дизайн своей профессией.
Идея одиннадцатиклассницы была сильно переработана известными скульпторами Иваном Дикуновым и Эльзой Пак вместе с их сыновьями Максимом и Алексеем. Памятник был установлен перед входом кинотеатра «Мир» 5 декабря 2003 года. Котёнок на улице Лизюкова моментально стал одной из точек притяжения для горожан. Как это часто бывает с подобными скульптурами (например, с памятником другому художественному персонажу — Белому Биму, — установленному возле Театра кукол), прикоснуться к ней стало хорошей воронежской приметой.
Памятник подвергается вандализму: усы котёнка, выполненные из проволоки, периодически отламывают, и их приходится восстанавливать.
По мнению воронежского краеведа В. И. Кононова, котёнок Вася, скорее всего, третий в мире и первый в России мультипликационный герой, которому поставили памятник.
- Котёнок
- Ворона